# Ancistrocerus managuaensis
Ancistrocerus managuaensis är en stekelart som beskrevs av Cameron 1906. Ancistrocerus managuaensis ingår i släktet murargetingar, och familjen Eumenidae. Inga underarter finns listade i Catalogue of Life.